# جانی رایت (ورزشکار)
جانی رایت (انگلیسی: Johnny Wright; ۱۹ مهٔ ۱۹۲۹ – ۱۲ ژوئیهٔ ۲۰۰۱) ورزشکار بوکس اهل بریتانیا بود.
وی در مسابقات کشوری و بین‌المللی در مجموع برندهٔ ۱ مدال نقره شده‌است.